# 정서진로
정서진로(Jeongseojin-ro)은 대한민국의 인천광역시 서구 오류동에서 시작하여, 경기도 김포시 고촌읍을 거쳐 연결하는 도로이다.

## 노선 경로
- 거리 명칭 미상 - 정서진1로 (인천터미널물류단지 시점 진입)
- 사거리 명칭 미상 - 아라육로

## 관할 구역
- 인천광역시
  - 서구 (오류동 · 검암동 · 시천동 · 검암동 · 시천동) - 계양구 (둑실동 · 목상동 · 갈현동 · 다남동 · 갈현동 · 다남동 · 장기동 · 귤현동 · 노오지동 · 상야동 · 평동)
- 경기도
  - 김포시 고촌읍

## 같이 보기
- 정서진
- 경인 아라뱃길
- 서해갑문
- 정서진남로